# Kazimierz Dudek (żołnierz)
Kazimierz Dudek (ur. 4 maja 1923 w Kijanach, zm. 28 kwietnia 1945 nad kanałem Ruppiner) – chorąży, uczestnik II wojny światowej w szeregach ludowego Wojska Polskiego. Kawaler orderu Virtuti Militari.
Urodził się w rodzinie chłopskiej, był najstarszym synem Juliana Dudka. W czasie okupacji niemieckiej należał do ruchu oporu. Po dotarciu na ziemie polskie oddziałów ludowego Wojska Polskiego, ochotniczo wstąpił w jego szeregi i skierowany został do 2 Dywizji Piechoty im. Henryka Dąbrowskiego. 
Po ukończeniu kursu, jako podoficer w stopniu plutonowego został skierowany do 4 pułku piechoty. W czasie walk nad Odrą został ranny. Odmówił zalecanego leczenia w szpitalu i pozostał na linii frontu. Poległ w czasie walk nad kanałem Ruppiner. Pochowany został na cmentarzu 1 Armii Wojska Polskiego w Siekierkach

## Awanse
- plutonowy (1944)
- chorąży (1945)[1]

## Ordery i odznaczenia
- Virtuti Militari V klasy (pośmiertnie)[3]